# Waischenfeld
Waischenfeld település Németországban, azon belül Bajorországban. Lakosainak száma 3104 fő (2023. december 31.).

## Népesség
A település népessége az elmúlt években az alábbi módon változott:
| Lakosok száma | 891  | 1045 | 2407 | 3031 | 3101 | 3077 | 3069 | 3074 | 3037 | 3104 |
|               | 1875 | 1950 | 1975 | 1987 | 2012 | 2014 | 2016 | 2017 | 2021 | 2023 |

## Fekvése
Pegnitztől északnyugatra, a Wiesent völgyében fekvő település.

## Története

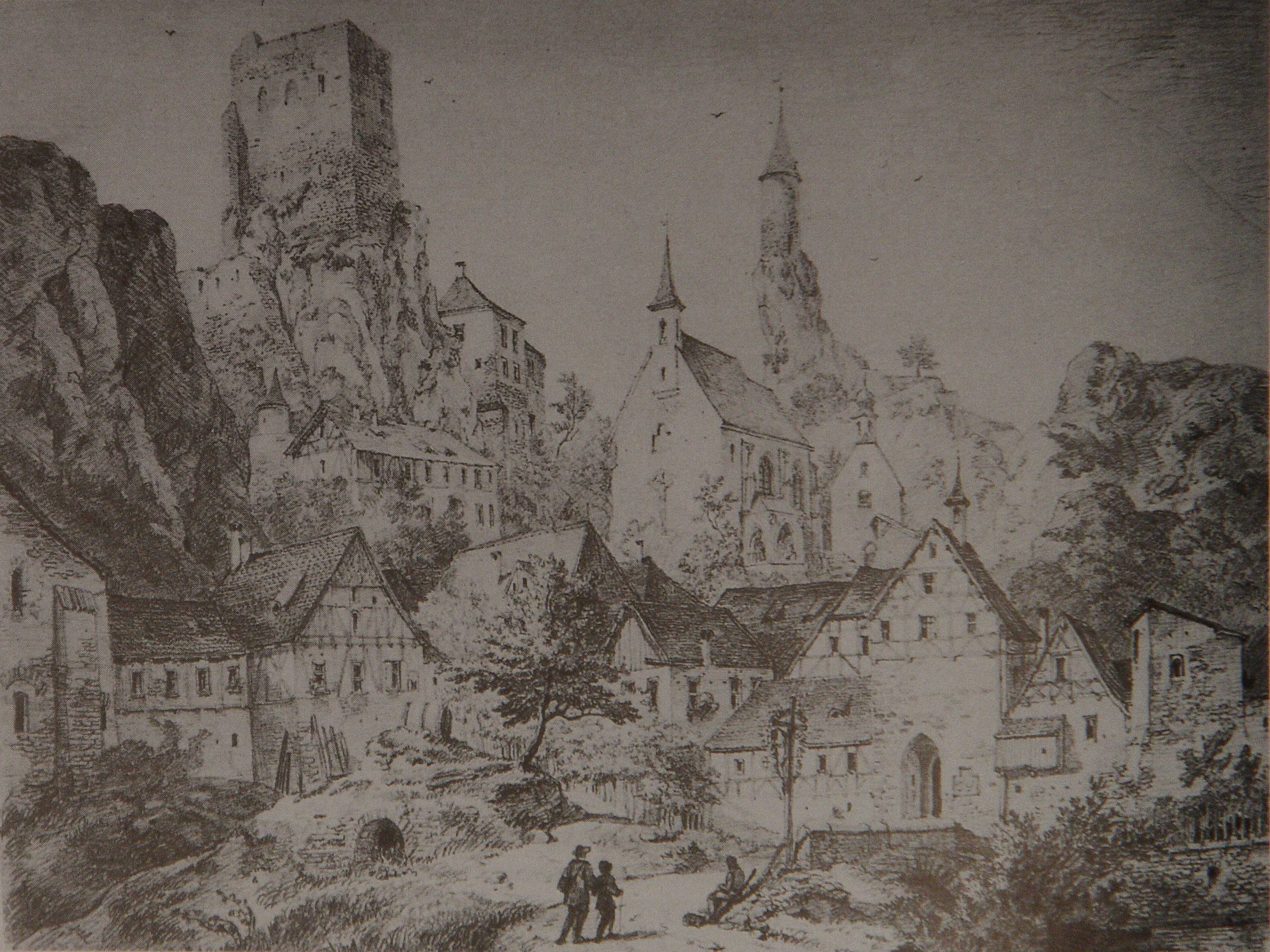
A vár és az alatta levő település egy régi metszeten

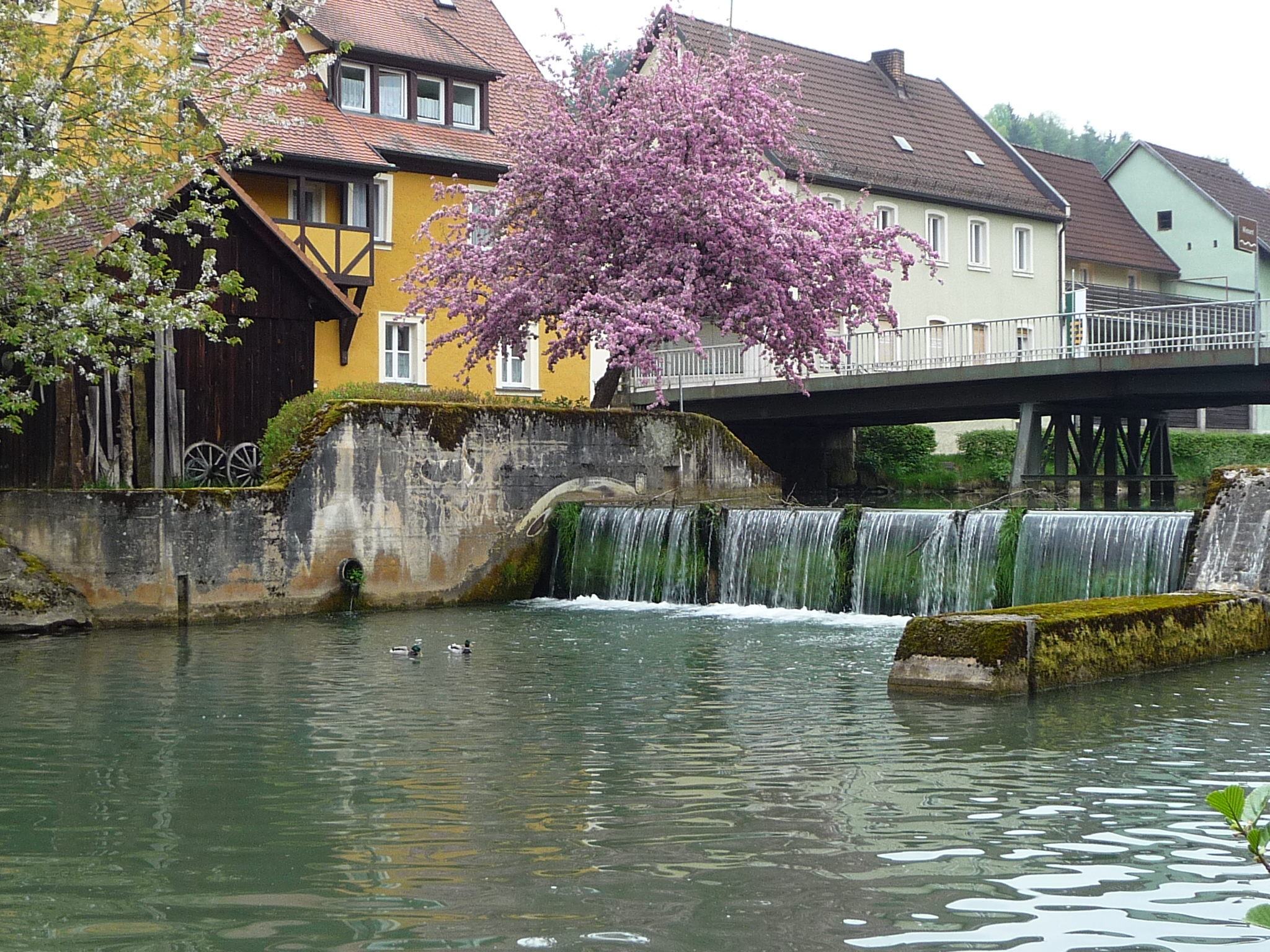
A városon átfolyó Waischenfeld folyó vizesése

1122-ben már említették Waischenfeld várát. Bajor Lajos király 1315-ben adta Waischenfeldnek a városi rangot. A vár és a város II. Konrád halála után 1348-ban Bamberg egyházmegye birtoka lett, 1500 körül pedig a Frank Birodalom része lett.
A település fölötti vár romjai közül máig kiemelkednek az őrtornyok. A település határában található a Försterhöhle cseppkőbarlang. A Wiesent partján a településtől délre fekete sziklafalak tetején magasodik Rabeneck félelmetes kora középkori vára, melynek fő része a 17. században újjáépült. Alsó szintjén a bástyatornyos várfalak, csúcsán a gótikus Öreg- torony (Bergfried)  és a meredek tetejű lakóépület (Palas), egy külön kiálló sziklán pedig az 1700 körül újjáépült várkápolna (Burgkapelle). Az alatta fekvő komor völgyről pedig az a hír járja, hogy elkerülik az énekesmadarak.

## Nevezetességek
- Szent János plébániatemplom - 1450-ben épült. A templomot 1750-ben barokk stílusban alakították át.
- Szt. Anna kápolna -  A templomot 1509-ben egy adománygyűjtés alkalmából említették először.  Oltára 1660 körül készült barokk stílusban. Az oltárképet, 1851-ben olajfestékkel festette az egykori lelkész, Szent Annát, Szűz Máriát és a gyermeket mutatja Jézus ölében.
- Szt. Lőrinc kápolna - barokk belsővel.
- Vár romok
- Försterhöhle cseppkőbarlang

## Galéria

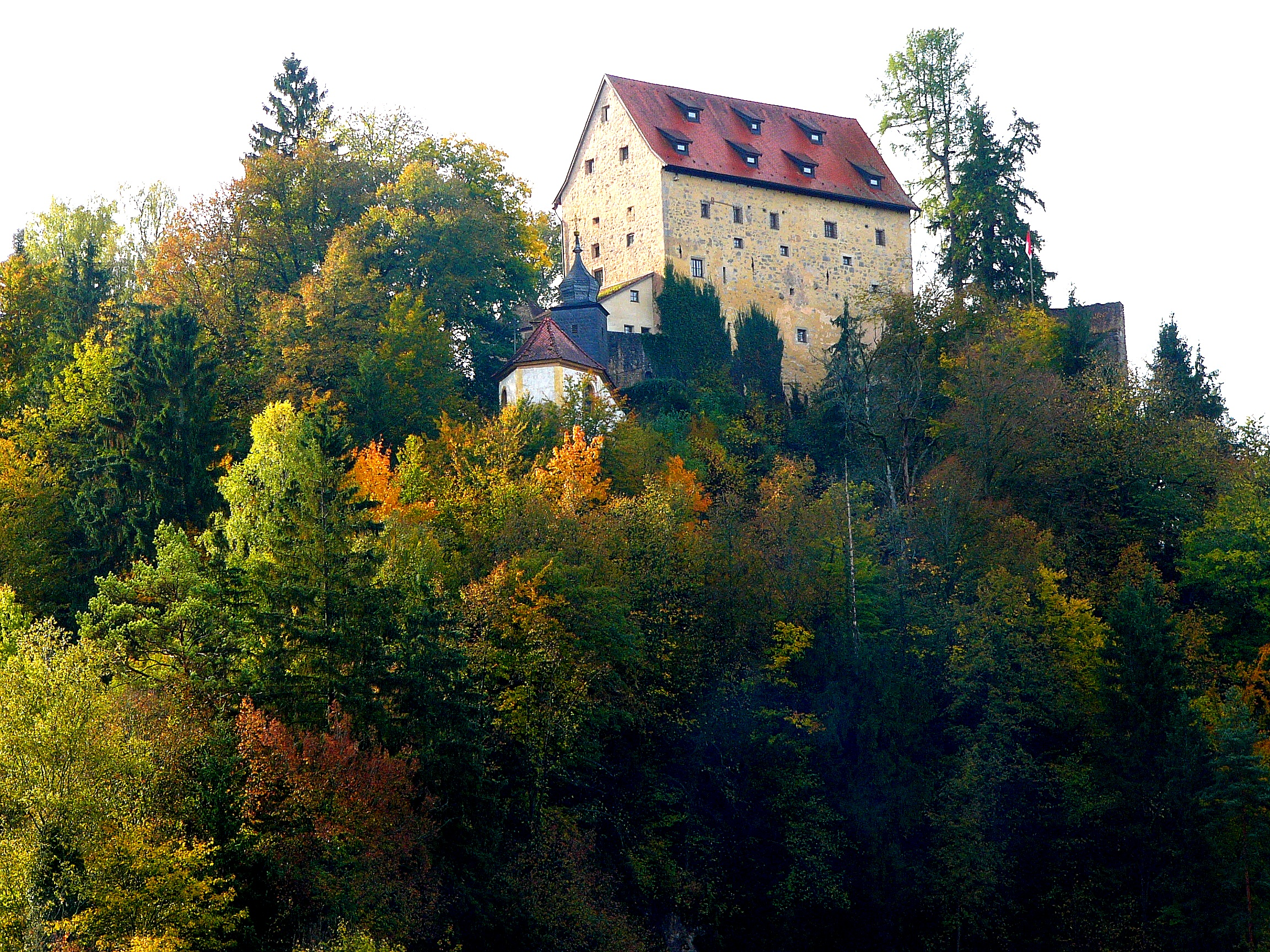
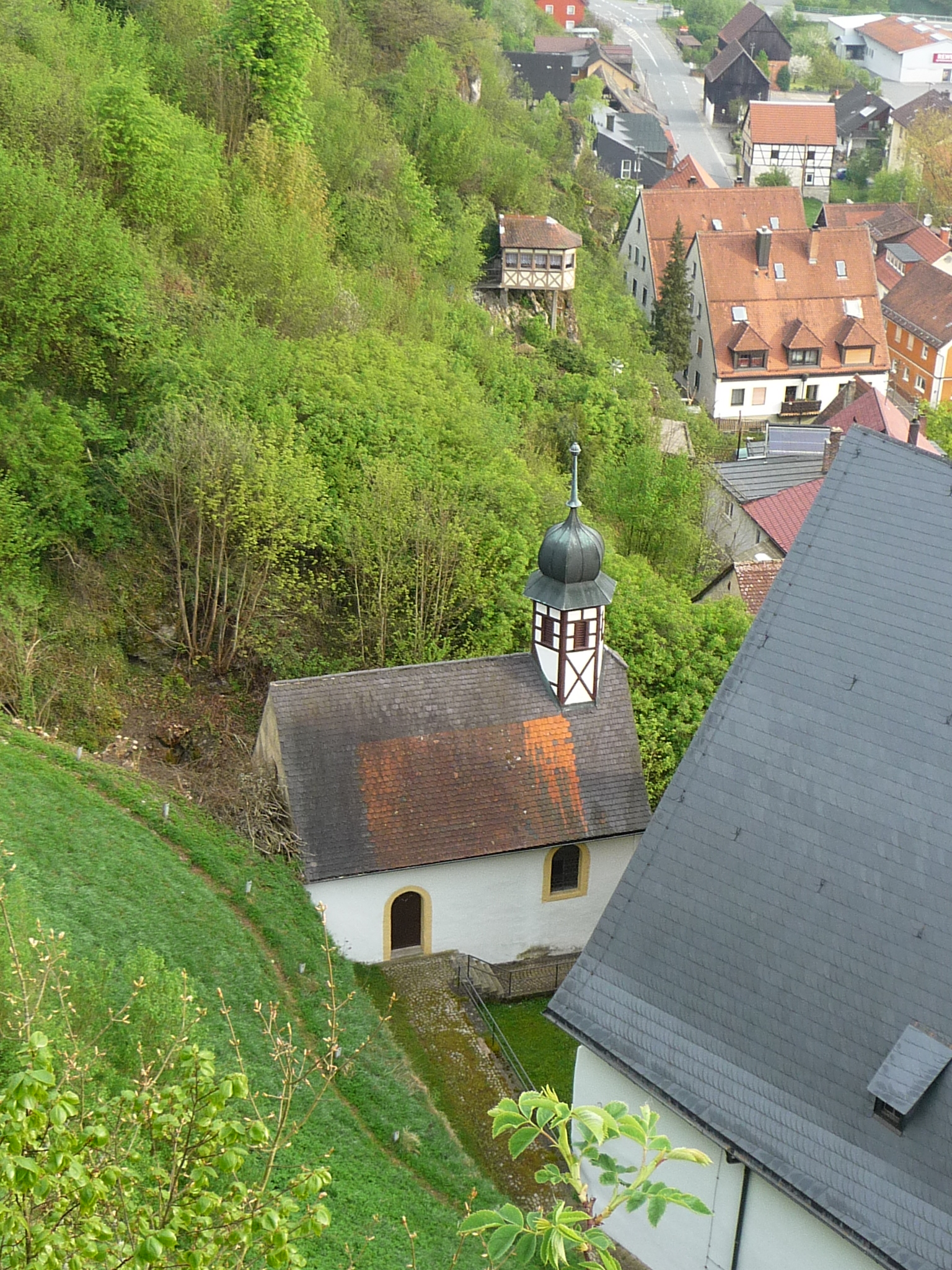
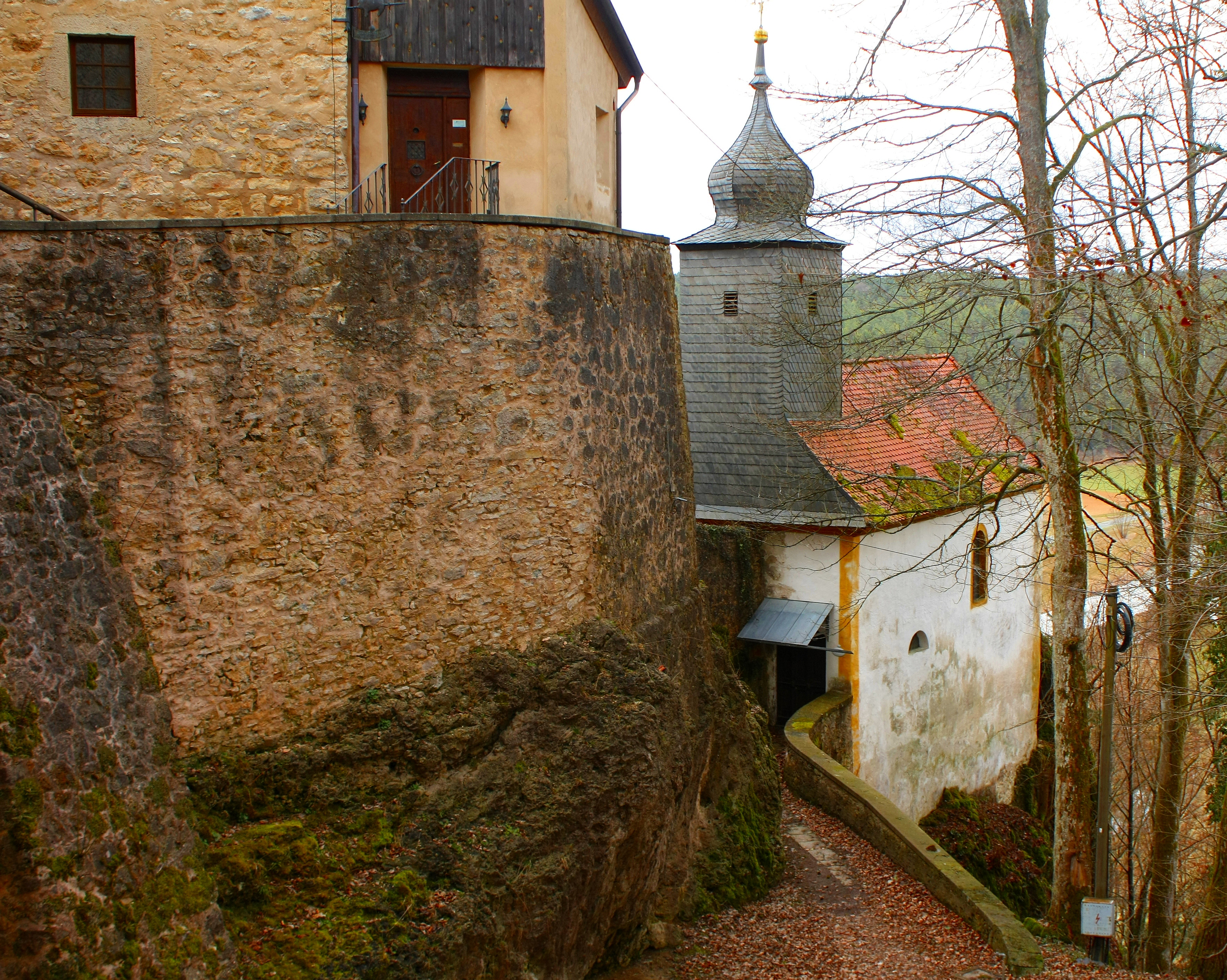
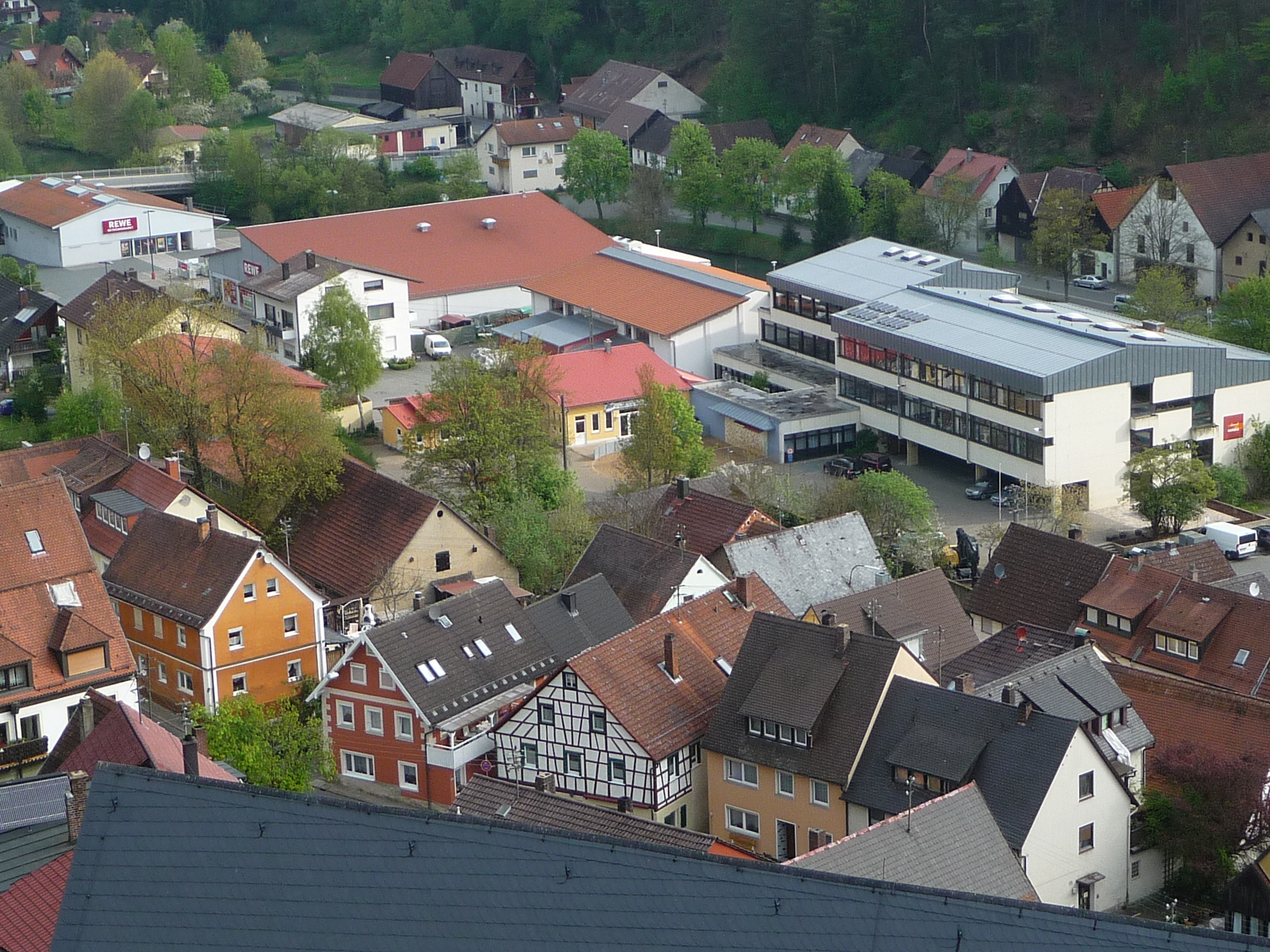
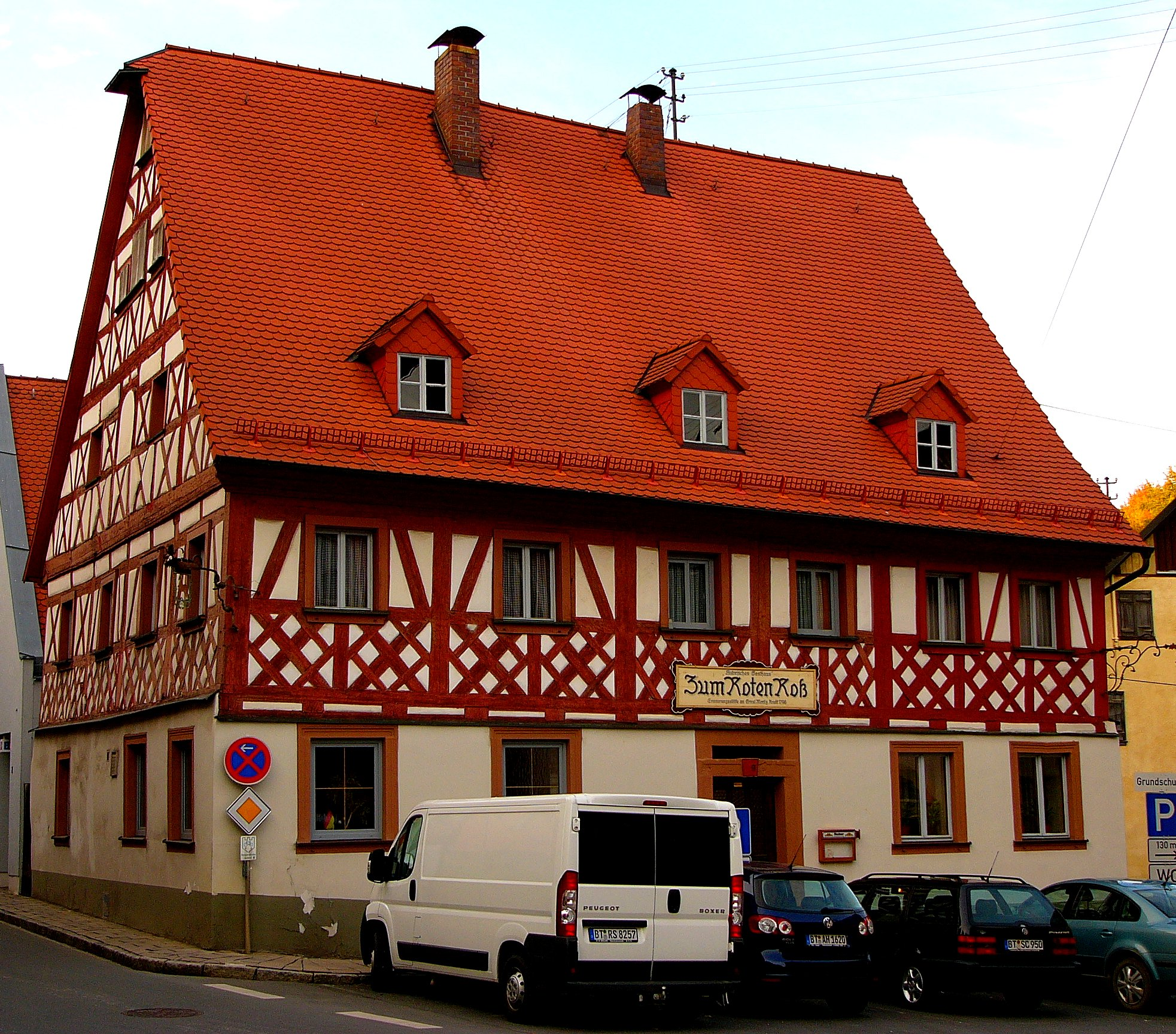
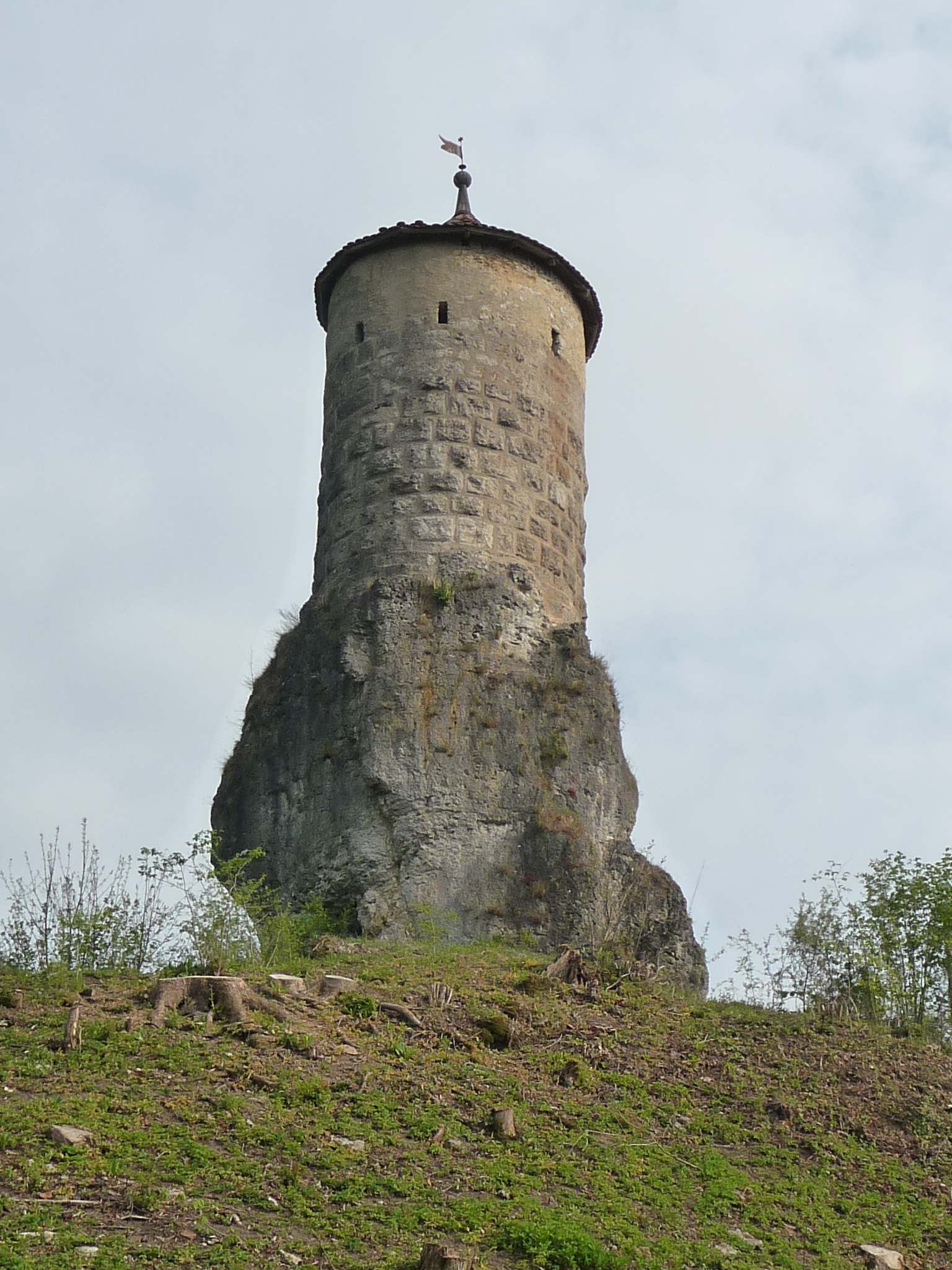